# IFNL4
IFNL4 (англ. Interferon lambda 4 (gene/pseudogene)) – білок, який кодується однойменним геном, розташованим у людей на довгому плечі 19-ї хромосоми. Довжина поліпептидного ланцюга білка становить 179 амінокислот, а молекулярна маса — 19 675.
| 10         |  | 20         |  | 30         |  | 40         |  | 50         |
| ---------- |  | ---------- |  | ---------- |  | ---------- |  | ---------- |
| MRPSVWAAVA |  | AGLWVLCTVI |  | AAAPRRCLLS |  | HYRSLEPRTL |  | AAAKALRDRY |
| EEEALSWGQR |  | NCSFRPRRDP |  | PRPSSCARLR |  | HVARGIADAQ |  | AVLSGLHRSE |
| LLPGAGPILE |  | LLAAAGRDVA |  | ACLELARPGS |  | SRKVPGAQKR |  | RHKPRRADSP |
| RCRKASVVFN |  | LLRLLTWELR |  | LAAHSGPCL  |  |            |  |            |

A: Аланін

C: Цистеїн

D: Аспарагінова кислота

E: Глутамінова кислота

F: Фенілаланін

G: Гліцин

H: Гістидин

I: Ізолейцин

K: Лізин

L: Лейцин

M: Метіонін

N: Аспарагін

P: Пролін

Q: Глутамін

R: Аргінін

S: Серин

T: Треонін

V: Валін

W: Триптофан

Кодований геном білок за функцією належить до цитокінів. 
Задіяний у таких біологічних процесах, як противірусний захист, альтернативний сплайсинг. 
Локалізований у цитоплазмі.
Також секретований назовні.